# Robert Farnon
Robert Joseph Farnon (Toronto, Canada, 24 juli 1917 - 23 april 2005) was een Canadese componist van vooral lichte orkestmuziek. Hij was ook dirigent, arrangeur en trompettist. Hij schreef onder meer voor tv en film. Hij werd gezien als een van de beste arrangeurs van zijn tijd, de jaren vijftig en zestig. In zijn latere leven legde hij zich meer toe op serieuzer werk. Zo schreef hij drie symfonieën. Met zijn arrangementen had hij veel invloed op tijdgenoten, onder wie Quincy Jones. Dirigent André Previn noemde Farnon de 'beste componist voor strijkers ter wereld'. Farnon won verschillende Canadese en Britse prijzen en onderscheidingen.

## Werk
Robert Farnon is vermoedelijk het bekendst geworden door zijn lichte muziek. Tot zijn bekendste stukken horen "Jumping Bean" en "Portrait of a Flirt". Verder ook: "Westminster Waltz", "Destiny Waltz" en "A Star is Born". Hij schreef muziek voor meer dan 40 films, zoals Maytime in Mayfair (1949) en Captain Horatio Hornblower R.N. (1951). In 1962 arrangeerde en dirigeerde hij het enige album van Frank Sinatra dat buiten de Verenigde Staten is opgenomen: Sinatra Sings Great Songs from Great Britain.

## Televisie
Farnons muziek is veelvuldig gebruikt op televisie in tv-series als The Prisoner, Secret Army en Colditz.
In Nederland werd zijn muziek ook op tv gebruikt, bijvoorbeeld in de kinderserie Swiebertje waar Farnons "Poodle Parade" meerdere malen klonk.

## Filmografie
- 1948: Spring in Park Lane
- 1948: Just William's Luck
- 1948: Elizabeth of Ladymead
- 1948: William Comes to Town
- 1949: Paper Orchid
- 1949: Maytime in Mayfair
- 1951: Captain Horatio Hornblower R.N.
- 1951: Circle of Danger
- 1954: His Majesty O'Keefe (altrernate score: UK release)
- 1954: Lilacs in the Spring
- 1955: Gentle Marry Brunettes
- 1955: All for Mary
- 1956: It's a Wonderful World
- 1957: True as a Turtle
- 1957: The Little Hut
- 1958: The Sheriff of Fractured Jaw
- 1959: Expresso Bongo
- 1962: The Road to Hong Kong
- 1964: The Truth About Spring
- 1968: Shalako
- 1977: The Disappearance
- 1979: Bear Island
- 1982: Friend or Foe